# مايا أوغنينوفيتش
مايا أوغنينوفيتش (مواليد 6 أغسطس 1984) هي لاعبة كرة طائرة صربية تلعب في نادي اكزاسيباسي فيترا.